# 有吉明
有吉明（日語：ありよし あきら、1876年4月15日—1937年6月25日），是日本明治，大正和昭和早期的外交官。先后担任过日本驻上海总领事、日本驻瑞士公使、日本驻华公使、日本驻巴西大使等职务 ，日本驻华公使馆升格后担任首任日本驻华大使。有吉明在清朝覆灭后努力与中华民国建交，反对军部入侵中国的计划。

## 经历
有吉明生于京都府，父亲是京都郡长有吉三七。
1898年东京高等商科学校毕业。同年通过外交官及领事官考试。先后在汉口、仁川及欧洲各地任外交官。
1909年至1920年任上海总领事。
1920年转任驻瑞士公使，代表日本参加国际联盟大会。
1926年任驻巴西大使。
1932年7月以大使兼公使身份任驻华大使。
1935年中日两国公使馆同时升格为大使馆，被任命为首任驻华大使，多次与国民政府谈判交涉华北问题，因在分裂华北问题上与军部及外务省外务大臣产生分歧。
1936年1月被命回国，遂辞职，翌年6月去世。

## 脚注
1. ↑  .   [2021-12-26]. （原始内容存档于2019-06-27）.